# 搶鄰居

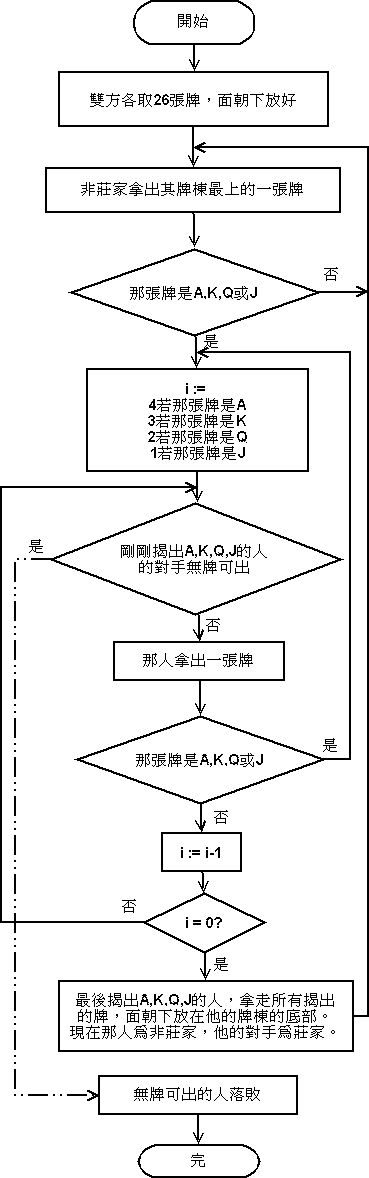
流程

搶鄰居是一種撲克牌遊戲。這個遊戲最遲在1860年代誕生，因為在狄更斯1861年出版的小說《遠大前程》有記載它，稱為Pip。
一套52張紙牌平均分配給兩個玩家，各牌面朝下放在桌上。
平家拿出他手頭上的牌最上的一張牌，直到他揭出A,K,Q或J。如果平家揭的是A，莊家要揭出4張牌，是K就要出3張，Q要2張，J則1張。不過，如果他揭牌期間揭出了A,K,Q或J，另一方亦要即時對應揭出4,3,2或1張牌，如此類推。當整個過程完結，最後揭出A,K,Q或J的一方拿走所有牌，將牌放在他手頭上的牌的底下，此時他便是平家，又開始拿出他最上的一張牌。
康威曾將以下的組合博弈論問題列為「反希爾伯特數學問題」：是否存在一局搶鄰居，使得該局可以無限地玩下去？

## 外部連結
- Video:How To Play Beggar My Neighbour (01:38)